# خمینی‌شهر (بشاگرد)
خمینی‌شهر، روستایی در دهستان درآبسر بخش گوهران شهرستان بشاگرد در استان هرمزگان ایران است. این روستا، مرکز دهستان درآبسر است.

## جمعیت
بر پایه سرشماری عمومی نفوس و مسکن در سال ۱۳۹۵، جمعیت این روستا برابر با ۸۱۲ نفر (۷۱ خانوار) بوده‌است.